# جورج فلين (ملحن)
جورج فلين (بالإنجليزية: George Flynn)‏ هو عالم موسيقى وملحن وعازف بيانو أمريكي، ولد في 1937 في مونتانا في الولايات المتحدة.